# Waigang
Waigang (kinesiska: 外冈) är en köping i Kina. Den ligger i Jiading i storstadsområdet Shanghai, i den östra delen av landet, omkring 31 kilometer nordväst om den centrala stadskärnan. Antalet invånare är 80 896. Befolkningen består av 36 919 kvinnor och 43 977 män. Barn under 15 år utgör 8,0 %, vuxna 15-64 år 84 %, och äldre över 65 år 7,0 %.